# Nino Rešić
Amir Rešić, cunoscut ulterior sub numele de Nikola Rešić și artistic ca Nino, (n. 22 ianuarie 1964, Kozarska Dubic⁠(d), Republika Srpska, Bosnia și Herțegovina – d. 18 octombrie 2007, Bijeljina, Bosnia și Herțegovina) a fost un cântăreț iugoslav de turbo-folk, pop-folk, rock și muzică folk. Născut într-o familie din Bosanska Dubica, Rešić a început să cânte încă de tânăr și și-a făcut debutul în muzică la începutul anilor '90. Într-o perioadă când muzica folk din Iugoslavia era dominată de mai multe genuri, inclusiv turbo-folk și pop, Nino a reușit să aducă un suflu nou, combinând influențe de muzică modernă cu stiluri tradiționale. 

## Biografie
S-a născut la 22 ianuarie 1964 în Bosanska Dubica. După terminarea studiilor în RS Bosnia și Herțegovina, s-a mutat în RS Serbia. Copilăria până la vârsta de 13 ani și-a petrecut-o în Smederevska Palanka, orașul de origine al tatălui său. A trecut de la islam la ortodoxie și și-a schimbat numele dat la naștere, Amir, în Nikola, nume care i-a adus și porecla Nino, folosită ulterior ca nume de scenă. Deși nu a explicat oficial niciodată motivele pentru care a schimbat religia, prietenii lui spun că trecerea la ortodoxie s-a datorat căsătoriei lui cu Sara Marković, ce era ortodoxă la acel moment. A fost căsătorit de trei ori și a avut câte o fiică din fiecare căsnicie — Amela, Sandra (de asemenea cântăreață) și Tamara.
În ultimii ani, starea de sănătate a lui Nikola Rešić s-a înrăutățit treptat, ca urmare a unui stil de viață solicitant și a unei perioade îndelungate de eforturi personale și profesionale. Deși a continuat să fie activ în plan artistic, problemele medicale acumulate au condus la o agravare progresivă a sănătății. La data de 18 octombrie 2007, Rešić a fost internat de urgență la Spitalul General din Bijeljina, însă a decedat la scurt timp, la doar două ore după internare, la vârsta de 44 de ani. În conformitate cu dorințele familiei și originea sa, a fost înmormântat în cimitirul Urije din Kozarska Dubica, localitatea în care s-a născut și față de care a păstrat o legătură simbolică pe parcursul vieții sale.

## Carieră muzicală
Nino a fost un cântăreț extrem de popular pe teritoriul fostei Iugoslavii. Și-a început cariera muzicală în anul 1991, odată cu lansarea albumului Žena je žena. Adevăratul succes a venit însă odată cu cel de-al doilea album, care a inclus două hituri remarcabile: Što mi noći nemaju svanuća și Noć ne noćim. A fost produs de casa de discuri ZAM până în 1993, perioadă în care a lansat albumul Zbogom mala, ce a conținut nu mai puțin de opt hituri: Usne vrele kao žar, Ne brini se, Ne voliš me više ti, Da li veruješ, Vatra i vino, Daj mi tvoje crne oči, Od kada te nema și piesa-titlu Zbogom, mala. Acest album l-a consacrat printre cele mai mari nume ale scenei muzicale.
În anul 1994 a părăsit casa de discuri ZAM și a semnat cu PGP RTS. Albumul Šta ću mala s tobom a fost de asemenea un succes major, remarcându-se cinci hituri: Udahni duboko, Donesi divlje mirise, Oči bez sjaja, Zaćutale sve gitare și piesa omonimă. Pentru activitatea sa a fost distins cu premiul cântăreților balcanici; „Оскар популарности⁠(d)”.
În 1995 a înregistrat un album la casa de discuri Diskos, de pe care s-au evidențiat alte cinci hituri: Tvoje oči, Idi, Moram da ti kažem, Nemirna si kao čigra, Otrovana grehom și Nije meni. A revenit la PGP RTS în 1996, unde a rămas timp de doi ani. Din această perioadă se remarcă hituri precum: Ljubav je slepa, Kada odem, Ne mogu više, Prijatelji, gde ste, Za prošlu ljubav, Imala pa nemala și Kao vetar lak.
În 1998 a lansat albumul Ko te samo takne, de pe care doar piesa omonimă a avut succes, iar pe albumul din 1999 s-au evidențiat trei hituri: Ružo mirisna, Ti si ćerko tatin sin și Kraljica Balkana. În următorii doi ani, a înregistrat din nou un succes notabil. De pe albumul din 2000 s-au remarcat piesele Kunem ti se și Trebaš mi, iar în 2001 – piesa 12 meseci.
În anul 2005 a fost lansată în România compilația Hiturile Verii Româno-Sârbe 2005, un album colaborativ care i-a reunit pe cântăreții Carmen Șerban, Minodora și Nino. Proiectul a inclus piese în limba română și sârbă, reprezentative pentru stilurile muzicale de petrecere și pop-folk din cele două țări.
În anii următori, a înregistrat pentru casele de discuri VIP și Renome, însă albumele din această perioadă nu au avut un impact semnificativ. De-a lungul carierei, a lansat în total 14 albume.
Dintre duetele realizate de-a lungul carierei sale, cel mai cunoscut a fost Divlja devojka, interpretat alături de Dragana Mirković, precum și duetul cu Snežana Đurišić, intitulat Tanka žica, tanke niti. Acesta din urmă a fost, la vremea sa, un mare hit, difuzat pe scară largă de posturile de radio și televiziune din fostele republici iugoslave. În anii următori, a înregistrat și un duet cu Sonja Mitrović Hani, intitulat Ja ljubim druge.
Este interesant faptul că în anii '90 ai secolului 20, Nino a reușit să ajungă în vârful industriei muzicale și a devenit cel mai popular și cel mai bine plătit cântăreț, însă ulterior, din cauza problemelor personale și de familie, a pierdut brusc popularitatea și nu a mai atins niciodată nivelul de faimă pe care îl obținuse cu primele sale albume.

### Discografie[18]

#### Albume
- Žena je žena (1991)
- Što mi noći nemaju svanuća (1992)
- Zbogom mala (1993)
- Šta ću mala s tobom (1994)
- Tvoje oči (1995)
- Tebe želim noćas (1996)
- Za prošlu ljubav (1997)
- Ko te samo takne (1998)
- Tebi ravno sve do mora (1999)
- Trebaš mi (2000)
- 12 meseci (2001)
- Opet onaj stari (2003)
- Novembar 05 (2005)
- 1 na 1 (2006)